# Abtei Neuweiler

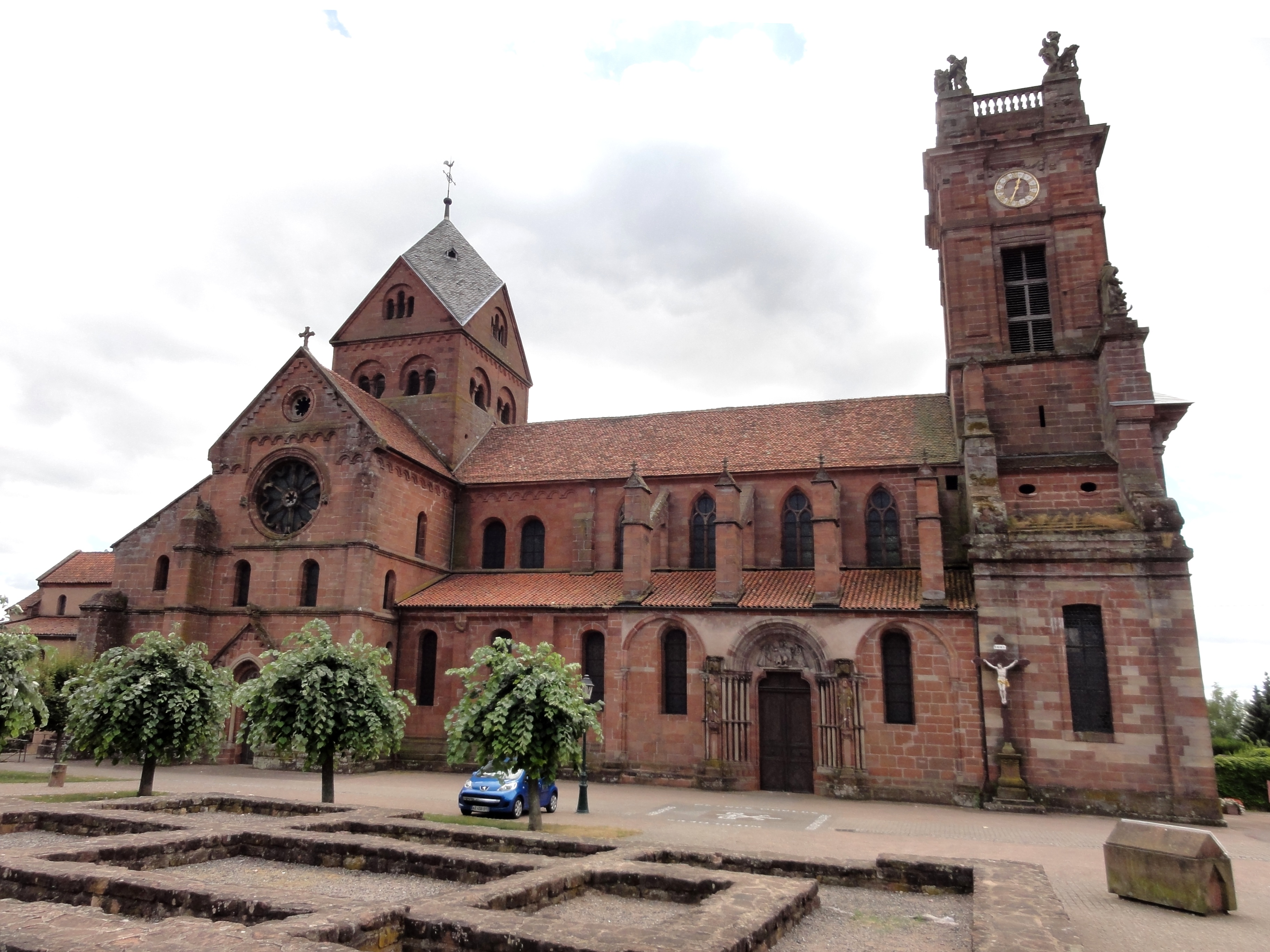
Abteikirche St. Peter und Paul, im Vordergrund die Reste der Nikolauskapelle

St. Peter und Paul (französisch Saints-Pierre-et-Paul) war eine Abtei in Neuweiler (heute: Neuwiller-lès-Saverne) im Elsass, heute in der französischen Region Grand Est.

## Geschichte
Die Gründung der Benediktinerabtei erfolgte wohl in den 720er Jahren, die Einzelheiten sind unklar, da die Quellen Unterschiedliches berichten. Eine Tradition nennt den Metzer Bischof Sigebald als Gründer, eine andere Pirmin. Letzterer war zumindest Abt des Klosters.
836 oder 846 veranlasste Bischof Drogo von Metz die Überführung der Gebeine des Heiligen Adelphus, zehnter Bischof von Metz, nach Neuwiller-lès-Saverne, was die Abtei zu einem Wallfahrtsziel machte. Schon bei der Überführung sollen sich erste Wunder ereignet haben. Diese Aktion diente auch dazu, die Bindung des Klosters an das Bistum Metz zu stärken. Im 11. Jahrhundert schloss sich das inzwischen prosperierende Kloster der Hirsauer Reform an. Dietrich, ein Schüler des Abtes Poppo von Stablo, übernahm 1029 als Abt die Leitung des Neuweiler Konvents. Immer wieder wurde das Kloster in der Folge erweitert und umgebaut. Im 12. Jahrhundert wurde der Adelphus-Kult neu organisiert. Der Heilige erhielt in der Nachbarschaft zur Klosterkirche eine eigene Kirche, St. Adelphus, die von einem Stift betreut wurde, das zwar gegenüber dem Kloster selbständig war, aber unter dessen Aufsicht stand. Diese Konstellation führte selbstverständlich zu Konflikten. Eine Urkunde zu einem solchen Konflikt von 1147 ist auch das älteste erhaltene schriftliche Zeugnis zu diesem Stift.
Das Konzil von Basel gestattete 1441 dem Abt, Mitra und Stab zu führen.
Gleichwohl verschlechterte sich die wirtschaftliche Situation der Einrichtung im Zuge der vorreformatorischen Krise der Kirche und sie wurde 1496 durch Papst Alexander VI. in ein weltliches Kollegiatstift umgewandelt und mit dem Stift Sainte-Adelphe, ebenfalls in Neuweiler, zusammengelegt. Letzter Abt des Klosters (1457–1497) und erster Propst des Stifts (1497–1512) war Hugo von Fegersheim.
1507 lud der Bischof von Straßburg, Wilhelm von Hohnstein, König Maximilian I. nach Neuweiler ein, um in seiner Gegenwart den Reliquienschrein des Heiligen Adelphi zu öffnen. Im Bauernkrieg wurde das Stift 1525 geplündert, 1526 aber durch Truppen des Herzogs von Lothringen der alte Zustand wieder hergestellt. Durch die Reformation wechselten eine Reihe von Pfarreien zur evangelischen Konfession, was weitere Verluste für das Stift bedeutete.
Die Stadt Neuweiler gehörte zu diesem Zeitpunkt zur Grafschaft Hanau-Lichtenberg, deren Landesherr, Philipp IV., dort 1562 die Reformation einführte. Das Stift aber blieb römisch-katholisch. Im Dreißigjährigen Krieg wurde das Kloster 1622 durch den Feldherren Peter Ernst II. von Mansfeld und später durch die die Schweden geplündert, nach dem Westfälischen Frieden aber langsam, über Jahrzehnte, wieder aufgebaut.
1729 versuchten die Kanoniker den Sitz des Stifts nach Zabern zu verlegen, was der Bischof von Straßburg aber endgültig 1731 ablehnte. Das führte dazu, dass die Kanoniker nun in Neuweiler in Neubauten investierten: Es entstanden die zum Teil heute noch erhaltenen barocken Kanonikerhäuser und anschließend (1768–1773) die neue Westfassade der Kirche.
Nach diesem Aufschwung im 18. Jahrhundert kam es mit der Französischen Revolution zur Beschlagnahme des Vermögens des Stifts, das dann 1792 zugunsten der Staatskasse versteigert wurde. Einige der Kanonikerhäuser gelangten später in die Hände von Generälen Napoleons. Die Kanoniker wurden auf die Île de Ré an der französischen Atlantikküste deportiert oder flohen nach Deutschland.

## Organisation
Das Kloster wurde von Äbten geführt. Mehrfach waren diese zugleich Generalvikare des Bischofs von Straßburg. Die Vogtei des Klosters hatten zunächst die Herren von Dagsburg inne, vor 1237 gefolgt von den Herren von Lichtenberg, und ab 1480, als deren Erben, die Grafen von Hanau-Lichtenberg.
Nach der Umwandlung in ein Kanonikerstift 1493 stand ein Propst an der Spitze. Das Stift bestand aus 18 Kanonikern und sechs Vikaren. Sechs Kanonikerstellen und deren Einkünfte zog der Bischof von Metz 1526 ab, um damit ein eigenständiges Stift in Fénétrange (deutsch Finstingen) zu gründen. Weitere Einbußen erlitt das Stift in den folgenden Jahrzehnten durch den Übertritt von Pfarrgemeinden zur evangelischen Konfession. 1614 bestanden so nur noch sieben Kanonikerstellen. Erst nach dem Dreißigjährigen Krieg konsolidierte sich das wieder: Das Statut des Stifts von 1709 sah wieder 14 Kanoniker vor.

## Bauten

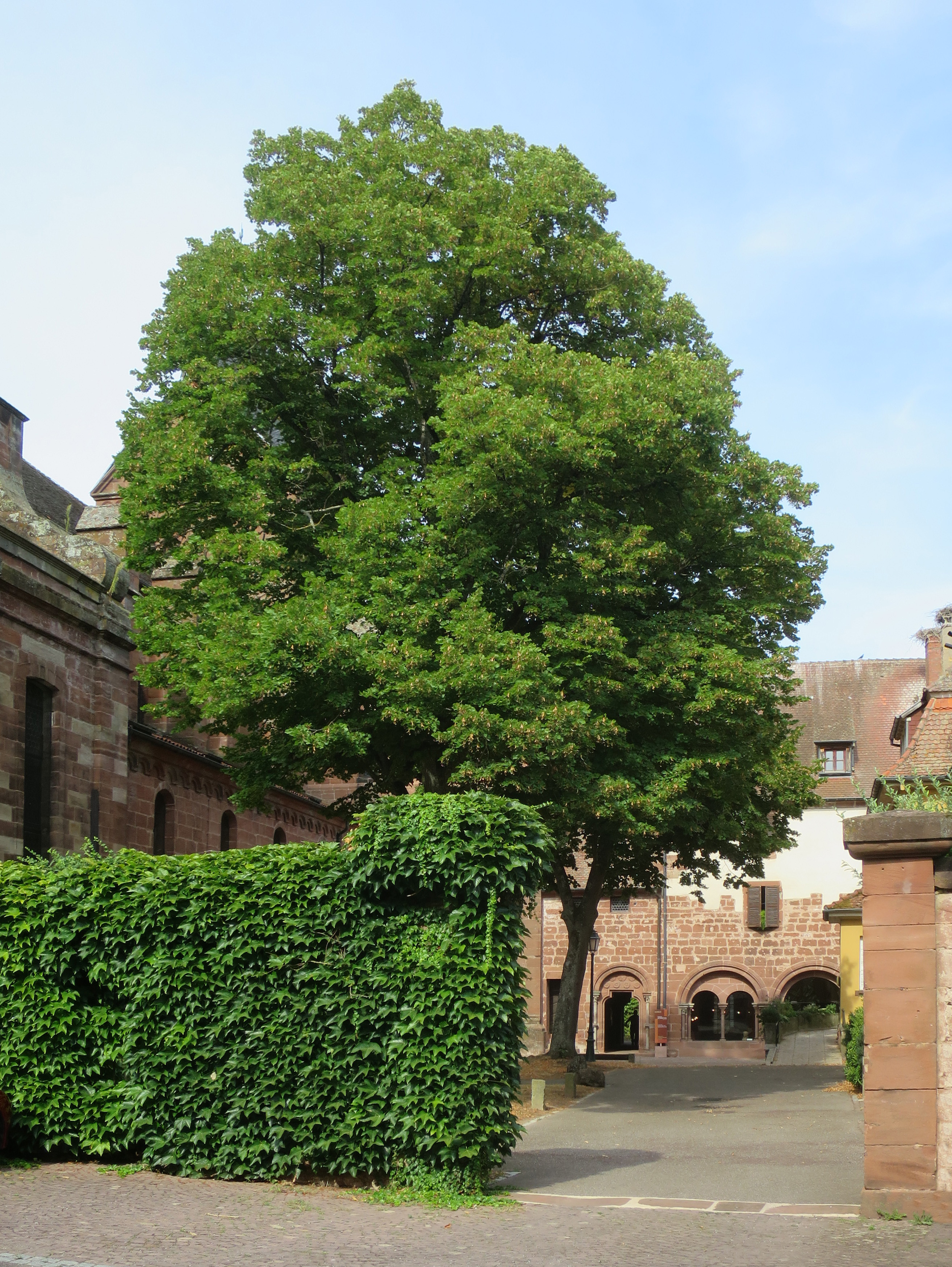
Rest des romanischen Kreuzgangs

Vom Kloster selbst sind heute nur noch Reste erhalten:
- Wichtigstes Bauwerk ist die ehemalige Abteikirche, an der sich baugeschichtliche Zeugnisse aus nahezu allen Epochen zwischen Karolingerzeit und Barock finden. Sie dient heute als römisch-katholische Pfarrkirche des Ortes. → Hauptartikel: St. Peter und Paul (Neuwiller-lès-Saverne)
- Reste des romanischen Kreuzgangs mit einem Portal mit profiliertem Gewände und sieben Blattrosetten sind südlich der Kirche erhalten.[13]
- Es schließt sich der Ostflügel des Konventgebäudes mit dem erhaltenen Kapitelsaal unter einem Gewölbe von 3×3 Jochen an.[14] Hier ist heute die Besucherinformation untergebracht.
- Aus dem 18. Jahrhundert sind westlich der Kirche, am Rand eines großen Platzes, drei klassizistische Chorherren-Häuser von 1766 und die Residenz des Propstes aus den Jahren nach 1748 erhalten, in einer Fluchtlinie gruppiert.[15]
- Auf dem Platz befinden sich die nach einer archäologischen Ausgrabung 1987/88 konservierten Reste der Fundamente einer dem Heiligen Nikolaus geweihten Kapelle, deren älteste erhaltene Erwähnung von 1285 stammt. Weiter wurde ein Ossuarium und Fundamente von Chorherren-Häusern aus der Zeit vor dem großen barocken Umbau der Anlage gefunden.[16]
- In Straßburg unterhielt der Konvent eine eigene Stadtresidenz („Hôtel“).[17]